# Dionysios von Korinth
Dionysios von Korinth war um 170 Bischof von Korinth. 
Dionysios bekämpft in seinem Brief an die Nikomedier markionitische Lehren. In seinem Brief an die Gemeinde von Amastris widmet er sich dem Problem der „Abgefallenen“ (lapsi), im Brief nach Knossos schreibt er über Ehe und sexuelle Enthaltsamkeit. Sein Brief an die römische Gemeinde bezeugt deren bereits im 2. Jh. hohes Ansehen und auch den 1 Clem. Fragmente seiner Werke sind bei Eusebius von Caesarea überliefert.
Dionysios wird als Heiliger verehrt, sein Gedenktag ist der 8. April. In der orthodoxen Überlieferung wird er als Märtyrer geführt, während die römischen Märtyrerakten Dionysios zwar einen Bekenner des Glaubens nennen, nicht aber einen Märtyrer. Die Reliquien des Dionysios wurden zunächst von Korinth nach Rom verbracht. Papst Innozenz III. schenkte dann dem Prior von Saint-Denis im Jahre 1215 Reliquien eines heiligen Dionysios, wobei unklar ist, ob es sich um die des Dionysios von Korinth handelt oder um die des Dionysius Areopagita.

## Werke
- Acht Briefe (an die Lacedämonier, Athener, Nikomedier, Gortyna u. a. Gemeinden auf Kreta, Amastris u. a. pontische Gemeinden; Knossos; Rom; Schwester Christophora)